# Le Cambout
Le Cambout [ləkɑ̃bu] est une ancienne commune française dans le département des Côtes-d'Armor, en région Bretagne. Elle fusionne le 1er janvier 2025 avec les communes de Coëtlogon et Plumieux.

## Géographie

### Localisation
La commune du Cambout, située dans les Côtes-d'Armor et limitrophe du département du Morbihan, est située à la lisière de la forêt de Lanouée, au nord-ouest de celle-ci.
La commune se trouve à 28 km à l'est de Pontivy, à 45 km au nord de Vannes, à 52 km au sud de Saint-Brieuc et à 69 km à l'ouest de Rennes.
La commune appartient au pays Gallo. Cependant certains toponymes sont bretons, du moins en partie : Ker Joseph, La ville Jegu, La ville Mainguy, Pengréal, Penhouët, Trehorel. La Bretagne bretonnante est toute proche, à une dizaine de kilomètres à l'ouest.
Les communes limitrophes sont Bréhan, Plumieux (d), Saint-Étienne-du-Gué-de-l'Isle et Forges de Lanouée.
|                                | Plumieux |                              |
| Bréhan (Morbihan)              | Cambout  |                              |
| Saint-Étienne-du-Gué-de-l'Isle |          | Forges de Lanouée (Morbihan) |

### Hydrographie
Pour un article plus général, voir Réseau hydrographique des Côtes-d'Armor.
La limite sud-est du territoire communal est constituée par les ruisseaux de Dirbœuf et de Blaye dont les eaux alimentent le canal de Nantes à Brest.
L'étang du Gué aux loups est apprécié des pécheurs.

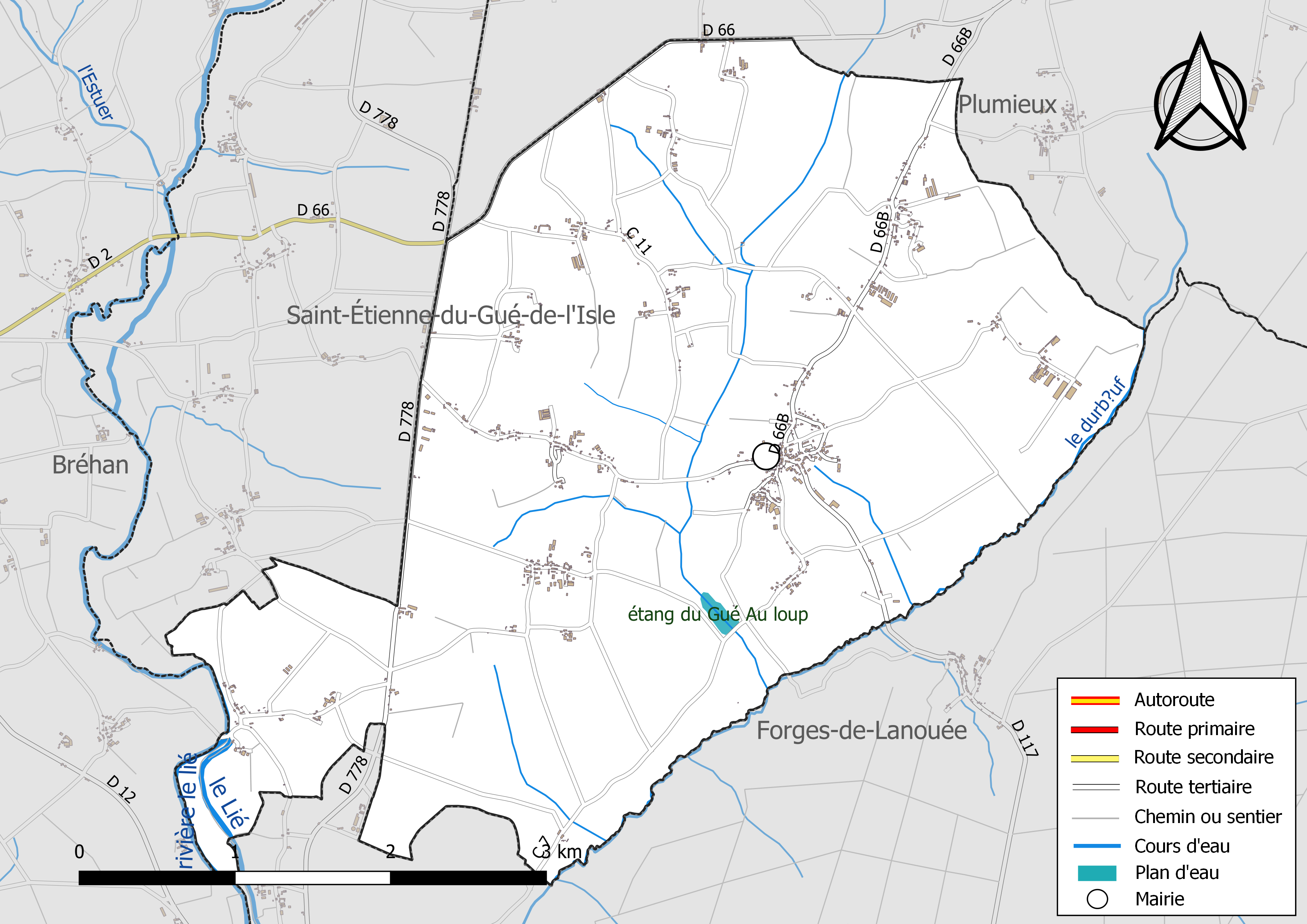
Carte hydrographique et des infrastructures de transport de la commune en 2023.

### Climat
Pour des articles plus généraux, voir Climat de la Bretagne et Climat des Côtes-d'Armor.
En 2010, le climat de la commune est de type climat océanique franc, selon une étude du CNRS s'appuyant sur une série de données couvrant la période 1971-2000. En 2020, Météo-France publie une typologie des climats de la France métropolitaine dans laquelle la commune est exposée à un climat océanique et est dans une zone de transition entre les régions climatiques « Finistère nord » et « Bretagne orientale et méridionale, Pays nantais, Vendée ». Parallèlement l'observatoire de l'environnement en Bretagne publie en 2020 un zonage climatique de la région Bretagne, s'appuyant sur des données de Météo-France de 2009. La commune est, selon ce zonage, dans la zone « Intérieur Est  », avec des hivers frais, des étés chauds et des pluies modérées).
Pour la période 1971-2000, la température annuelle moyenne est de 11,1 °C, avec une amplitude thermique annuelle de 12,2 °C. Le cumul annuel moyen de précipitations est de 865 mm, avec 13,3 jours de précipitations en janvier et 6,8 jours en juillet. Pour la période 1991-2020, la température moyenne annuelle observée sur la station météorologique la plus proche, située sur la commune de Loudéac à 17 km à vol d'oiseau, est de 11,5 °C et le cumul annuel moyen de précipitations est de 922,6 mm,. Pour l'avenir, les paramètres climatiques de la commune estimés pour 2050 selon différents scénarios d'émission de gaz à effet de serre sont consultables sur un site dédié publié par Météo-France en novembre 2022.

## Urbanisme

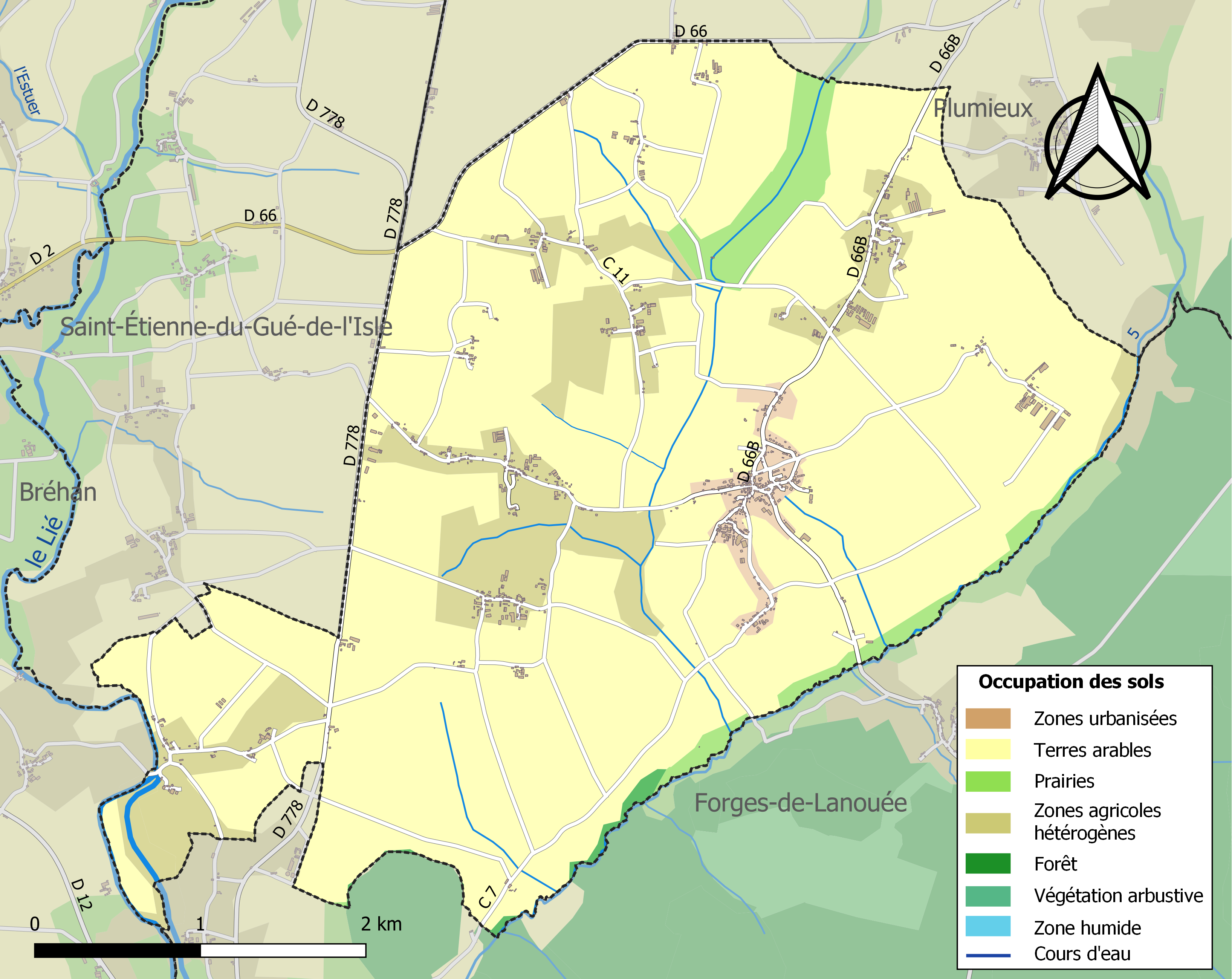
Carte des infrastructures et de l'occupation des sols de la commune en 2018 (CLC).

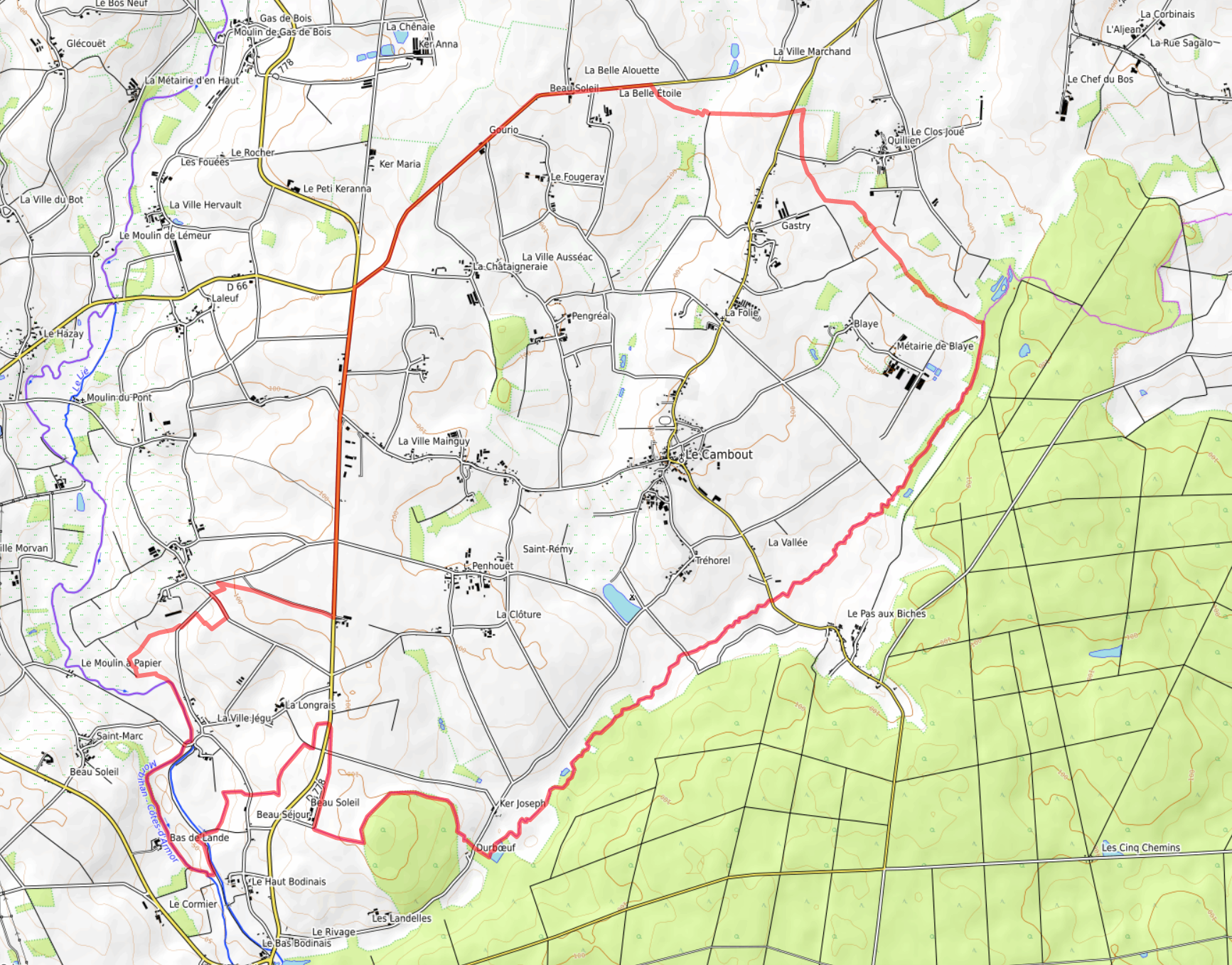
Carte topographique de la commune en 2022.

### Occupation des sols
L'occupation des sols de la commune, telle qu'elle ressort de la base de données européenne d’occupation biophysique des sols Corine Land Cover (CLC), est marquée par l'importance des territoires agricoles (97,6 % en 2018), une proportion sensiblement équivalente à celle de 1990 (97,5 %). La répartition détaillée en 2018 est la suivante : 
terres arables (79,5 %), zones agricoles hétérogènes (14,2 %), prairies (3,9 %), zones urbanisées (2 %), forêts (0,4 %). L'évolution de l’occupation des sols de la commune et de ses infrastructures peut être observée sur les différentes représentations cartographiques du territoire : la carte de Cassini (XVIIIe siècle), la carte d'état-major (1820-1866) et les cartes ou photos aériennes de l'IGN pour la période actuelle (1950 à aujourd'hui).

### Habitat et logement
En 2020, le nombre total de logements dans la commune était de 312, alors qu'il était de 309 en 2015 et de 300 en 2010.
Parmi ces logements, 65,4 % étaient des résidences principales, 12,5 % des résidences secondaires et 22,1 % des logements vacants. Ces logements étaient pour 93,9 % d'entre eux des maisons individuelles et pour 6,1 % des appartements.
Le tableau ci-dessous présente la typologie des logements au Le Cambout en 2020 en comparaison avec celle des Côtes-d'Armor et de la France entière. Une caractéristique marquante du parc de logements est ainsi une proportion de résidences secondaires et logements occasionnels (12,5 %) inférieure à celle du département (16,3 %) mais supérieure à celle de la France entière (9,7 %). Concernant le statut d'occupation de ces logements, 84,3 % des habitants de la commune sont propriétaires de leur logement (85,1 % en 2015), contre 71 % pour les Côtes-d'Armor et 57,5 pour la France entière.
| Typologie                                               | Le Cambout | Côtes-d'Armor | France entière |
| ------------------------------------------------------- | ---------- | ------------- | -------------- |
| Résidences principales (en %)                           | 65,4       | 75,2          | 82,1           |
| Résidences secondaires et logements occasionnels (en %) | 12,5       | 16,3          | 9,7            |
| Logements vacants (en %)                                | 22,1       | 8,5           | 8,2            |

## Toponymie
Le nom de la localité est attesté sous les formes Quenbot ou Quembot en 1275
, Combout en 1323 et Cambout en 1396.
Du bretons kamm (courbe) et bod (coat ou coët, « bois »). Ainsi le Cambout tirerait son nom de la configuration de l'endroit : « La courbe du bois ».
La commune est dénommée Ar C'hembod en breton.

## Histoire

### Moyen Âge
Alain du Cambout possédait au XIIe siècle cette terre qui relevait du comté de Porhoët[réf. nécessaire].

### Temps modernes
Avant la Révolution française, Le Cambout possédait encore, haute, moyenne et basse justice[réf. nécessaire]..

### Époque contemporaine
L'ancienne chapelle du château du Cambout, située devant le grand portail de l'actuelle église, a servi d'église paroissiale depuis l'érection de la section de Sainte Anne du Cambout en paroisse le 17 septembre 1860 et jusqu'en 1889, époque de sa démolition. Elle avait été bâtie en 1663. Avant la création de la paroisse, tous les 15 jours, le dimanche, un vicaire de Plumieux venait y dire la messe.
La première pierre de la nouvelle église a été bénite le 31 juillet 1887.
Par décret de l'empereur Napoléon III signé au palais des Tuileries le 13 janvier 1866, la section du Cambout est distraite de la commune de Plumieux pour former une commune distincte dont le chef-lieu est fixée au Cambout.
C'est le château du Cambout, anciennement fortifié, qui a donné son nom à la nouvelle commune.
À l'époque, tous les villages réunis pour constituer cette nouvelle commune comptaient 1 170 habitants. Le village de la Ville-Jégu à plus de 10 kilomètres du bourg de Plumieux totalisait à lui seul 300 habitants.
En 2024, la création d'une commune nouvelle qui serait constituée par la fusion de Plumieux, Coëtlogon et Le Cambout est envisagée,.

## Politique et administration

### Rattachements administratifs et électoraux

#### Rattachements administratifs
La commune se trouve depuis 1926 dans l'arrondissement de Saint-Brieuc du département des Côtes-d'Armor.
Elle faisait partie depuis sa création du canton de La Chèze. Dans le cadre du redécoupage cantonal de 2014 en France, cette circonscription administrative territoriale a disparu, et le canton n'est plus qu'une circonscription électorale.

#### Rattachements électoraux
Pour les élections départementales, la commune fait partie depuis 2014 du canton de Loudéac.
Pour l'élection des députés, elle fait partie de la troisième circonscription des Côtes-d'Armor.

### Intercommunalité
Le Cambout était membre de la communauté intercommunale pour le développement de la région et des agglomérations de Loudéac (CIDERAL), un établissement public de coopération intercommunale (EPCI) à fiscalité propre créé en 1994 et auquel la commune avait transféré un certain nombre de ses compétences, dans les conditions déterminées par le code général des collectivités territoriales.
Dans le cadre des dispositions de la loi portant nouvelle organisation territoriale de la République du 7 août 2015, qui prévoit que les établissements publics de coopération intercommunale (EPCI) à fiscalité propre doivent avoir un minimum de 15 000 habitants, cette intercommunalité a fusionné avec sa voisine pour former, le 1er janvier 2017, la communauté de communes dénommée Loudéac Communauté − Bretagne Centre, dont est désormais membre la commune.

### Liste des maires
| Période                                  | Période       | Identité              | Étiquette | Qualité |
| ---------------------------------------- | ------------- | --------------------- | --------- | --- |
| Les données manquantes sont à compléter. |               |                       |           | |
| 1866                                     | 1870          | Mathurin Morel        |           | |
| 1870                                     | 1909          | Yves-Marie Le Texier  |           | |
| 1909                                     | 1929          | Jean Taloté           |           | |
| 1929                                     | 1964          | Jean Baptiste Brajeul |           | |
| 1964                                     | 1977          | Edouard Michard       |           | |
| 1977                                     | 1991          | Gilles Nizan          | PS        | Démissionnaire |
| 1991                                     | juin 1995     | Marcel Connan         |           | Agriculteur Président cantonal à la FDSEA Responsable départemental de la Cuma.                                                                |
| juin 1995                                | juin 2023     | Jean-Noël Lagueux     | DVD       | Agriculteur Vice-président de la CC Loudéac Communauté − Bretagne Centre ( ? → 2023) Président du Syndicat du Lié ( ? → 2023) Mort en fonction |
| septembre 2023                           | décembre 2024 | Pierrick Glais        | ?         | Agriculteur |

## Équipements et services publics
Fin 2023, un distributeur de pain est installé, alimenté par boulanger de La Chèze.

## Population et société

### Démographie
L'évolution du nombre d'habitants est connue à travers les recensements de la population effectués dans la commune depuis 1872. Pour les communes de moins de 10 000 habitants, une enquête de recensement portant sur toute la population est réalisée tous les cinq ans, les populations de référence des années intermédiaires étant quant à elles estimées par interpolation ou extrapolation. Pour la commune, le premier recensement exhaustif entrant dans le cadre du nouveau dispositif a été réalisé en 2004.

En 2022, la commune comptait 408 habitants, en évolution de −7,69 % par rapport à 2016 (Côtes-d'Armor : +1,78 %, France hors Mayotte : +2,11 %).
| 1872 | 1876  | 1881  | 1886  | 1891  | 1896  | 1901  | 1906  | 1911  |
| ---- | ----- | ----- | ----- | ----- | ----- | ----- | ----- | ----- |
| 972  | 1 017 | 1 037 | 1 038 | 1 077 | 1 062 | 1 086 | 1 130 | 1 131 |

| 1921  | 1926 | 1931 | 1936 | 1946 | 1954 | 1962 | 1968 | 1975 |
| ----- | ---- | ---- | ---- | ---- | ---- | ---- | ---- | ---- |
| 1 016 | 933  | 887  | 902  | 837  | 808  | 811  | 718  | 599  |

| 1982 | 1990 | 1999 | 2004 | 2006 | 2009 | 2014 | 2019 | 2022 |
| ---- | ---- | ---- | ---- | ---- | ---- | ---- | ---- | ---- |
| 548  | 549  | 526  | 557  | 544  | 476  | 445  | 417  | 408  |

## Culture locale et patrimoine

### Lieux et monuments
- Église Sainte-Anne (1888-1893).
- Monument aux morts, qui porte les noms de 69 soldats morts pour la Patrie[22] :
  - 63 sont morts durant la Première Guerre mondiale ;
  - 3 sont morts durant la Seconde Guerre mondiale ;
  - 1 est mort durant la guerre d'Algérie ;
  - 2 sont morts durant la guerre d'Indochine.

### Héraldique
| Blason de Le Cambout | Blason  | De gueules à trois fasces échiqueté d'argent et d'azur de deux tires. |
| Blason de Le Cambout | Détails | Le statut officiel du blason reste à déterminer.                      |

## Pour approfondir